# Classe I-54
La classe I-54 (o Tipo B3) è un gruppo di tre sommergibili costruiti per conto della marina imperiale giapponese nel corso della seconda guerra mondiale.

## Sviluppo e tecnica
I B3, esternamente, erano estremamente simili ai precedenti classe I-15/B1 e I-40/B2. Tuttavia, il motore era meno potente, ma l'autonomia era di un terzo superiore.

Questi mezzi erano in grado di trasportare un aereo, che poteva essere lanciato grazie ad una catapulta sistemata a prua. Il velivolo era in un hangar, che si apriva nella parte posteriore del battello.

Nel corso del 1945, due esemplari (I-56 ed I-58) furono modificati in modo da poter trasportare quattro Kaiten. Le modifiche comportarono la rimozione del cannone da 140 mm, e l'installazione di uno snorkel.

Inizialmente, la classe avrebbe dovuto contare sette unità. Tuttavia, solo tre ne vennero completate, e la costruzione delle altre fu cancellata nel 1943. Inoltre, ne fu pianificata anche una versione ingrandita, con il nome di B4. Questi avrebbero dovuto avere un dislocamento superiore di 200 tonnellate, otto tubi lanciasiluri (con 23 siluri) ed una velocità in superficie di oltre 22 nodi. Complessivamente, ne erano state previste otto unità, ma il programma relativo fu cancellato nel 1943.

## Servizio
I tre battelli entrarono in servizio nel 1944. L'unico che ottenne un successo degno di nota fu l'I-58, che affondò l'incrociatore Indianapolis nel luglio 1945. Questo fu anche l'unico battello della classe a sopravvivere alla guerra. Gli altri due esemplari, I-54 ed I-56, furono affondati da navi statunitensi.